# Дефиниција музике
Дефиниција музике настоји да пружи тачно и сажето објашњење основних атрибута или суштинске природе музике и укључује процес дефинисања шта се подразумева под појмом музика. Многи ауторитети су предложили дефиниције, али се испоставља да је дефинисање музике теже него што би се на први поглед могло замислити, те о томе постоји стална дебата. Бројна објашњења почињу са појмом музике као „организованог звука”, али такође наглашавају да је ово можда преширока дефиниција и наводе примере организованог звука који се не дефинишу као музика, као што су људски говор и звукови који се налазе како у природном, тако и у индустријском окружењу. Проблем дефинисања музике додатно компликује утицај културе у музичкој когницији.
Сажети оксфордски речник дефинише музику као „уметност комбиновања вокалних или инструменталних звукова (или оба) како би се произвела лепота форме, хармонија и изражавање емоција”. Међутим, неки музички жанрови, као што су музика буке (noise music) и конкретна музика (musique concrète), оспоравају ове идеје користећи звукове који се углавном не сматрају музичким, лепим или хармоничним, попут насумично произведене електронске дисторзије, фидбека, статичког шума, какофоније и звукова произведених композиционим процесима који користе неодређеност.
Често навођен пример дилеме у дефинисању музике је дело 4′33″ (1952) америчког композитора Џона Кејџа (1912–1992). Писана партитура има три става и упућује извођача(е) да се појаве на сцени, гестом или на други начин назначе почетак дела, а затим не производе никакав звук током целог трајања дела, обележавајући делове и крај гестом. Публика чује само амбијенталне звукове који се могу појавити у просторији. Неки тврде да 4′33″ није музика јер, између осталог, не садржи звукове који се конвенционално сматрају „музичким”, а композитор и извођач(и) немају контролу над организацијом звукова који се чују. Други тврде да је то музика јер су конвенционалне дефиниције музичких звукова непотребно и произвољно ограничене, а контрола над организацијом звукова постиже се од стране композитора и извођача(а) кроз њихове гестове који оно што се чује деле на специфичне делове и разумљиву форму.

## Концепти музике
Због различитих фундаменталних концепата музике, језици многих култура не садрже реч која се може тачно превести као „музика” како се та реч генерално разуме у западним културама. Инуитски и већина северноамеричких индијанских језика немају општи термин за музику. Код Астека, древна мексичка теорија реторике, поезије, плеса и инструменталне музике користила је наватл термин In xochitl-in kwikatl да означи сложену мешавину музичких и других поетских вербалних и невербалних елемената, док је реч Kwikakayotl (или cuicacayotl) била резервисана само за певане изразе. Не постоји термин за музику у нигеријским језицима као што су тив, јоруба, игбо, ефик, биром, хауса, идома, егон или џарава. Многи други језици имају термине који само делимично покривају оно што западна култура обично подразумева под појмом музика. Мапуче народ из Аргентине нема реч за музику, али имају речи за инструменталне наспрам импровизованих форми (kantun), европску и немапуче музику (kantun winka), церемонијалне песме (öl) и tayil.
Иако неки језици у западној Африци немају термин за музику, неки западноафрички језици прихватају опште концепте музике. Musiqi је персијска реч за науку и уметност музике, док је muzik звук и извођење музике, иако су неке ствари које би слушаоци под утицајем Европе укључили, као што је рецитовање Курана, искључене.

## Музика наспрам буке
Бен Вотсон истиче да је Велика фуга (Große Fuge, 1825) Лудвига ван Бетовена његовој тадашњој публици „звучала као бука”. Заиста, Бетовенови издавачи су га убедили да је уклони из првобитног окружења као последњи став гудачког квартета. Он је то учинио, заменивши је блиставим Алегром. Накнадно су је објавили засебно. Музиколог Жан-Жак Натије сматра разлику између буке и музике нејасном, објашњавајући да је „граница између музике и буке увек културно дефинисана — што имплицира да, чак и унутар једног друштва, ова граница не пролази увек кроз исто место; укратко, ретко постоји консензус… По свему судећи, не постоји јединствен и интеркултурални универзални концепт који дефинише шта би музика могла бити”.

## Дефиниције

### Организовани звук
Често цитирана дефиниција музике је да је она „организовани звук”, термин који је првобитно сковао модернистички композитор Едгар Варез у вези са сопственом музичком естетиком. Варезов концепт музике као „организованог звука” уклапа се у његову визију „звука као живе материје” и „музичког простора као отвореног, а не ограниченог”. Он је елементе своје музике замишљао у терминима „звучних маса”, поредећи њихову организацију са природним феноменом кристализације. Варез је сматрао да је „за тврдоглаво условљене уши, све ново у музици увек називано буком”, и поставио је питање: „шта је музика осим организованих бука?”
Петнаесто издање Encyclopædia Britannica наводи да „иако не постоје звукови који се могу описати као инхерентно немузички, музичари у свакој култури теже да ограниче опсег звукова које ће прихватити”. Често се осећа да је људски организациони елемент имплицитан у музици (звукови које производе нељудски агенси, као што су водопади или птице, често се описују као „музикални”, али можда ређе као „музика”). Композитор Р. Мари Шафер наводи да звук класичне музике „има опадања; грануларан је; има нападе; флуктуира, надувен нечистоћама — и све то ствара музикалност која долази пре било какве ‘културне’ музикалности”. Међутим, по мишљењу семиолога Жан-Жака Натијеа, „као што је музика све што људи одлуче да препознају као такву, бука је све што се препознаје као узнемирујуће, непријатно или обоје”. (Погледајте „музика као друштвени конструкт” испод.)

#### Језик
Леви Р. Брајант дефинише музику не као језик, већ као метод решавања проблема заснован на ознакама, упоредив са математиком.

### Музичке универзалије
Већина дефиниција музике укључује референцу на звук, а листа универзалија музике може се генерисати навођењем елемената (или аспеката) звука: висина, тембр, јачина, трајање, просторна локација и текстура. Међутим, у терминима који се специфичније односе на музику: пратећи Лудвига Витгенштајна, когнитивни психолог Еленор Рош предлаже да категорије нису јасно одређене, већ да нешто може бити мање или више члан неке категорије. Као таква, потрага за музичким универзалијама би пропала и не би пружила валидну дефиницију. Ово је првенствено зато што друге културе имају различита схватања у вези са звуковима које писци на енглеском језику називају музиком.

### Друштвени конструкт
Многи људи, међутим, деле општу идеју о музици. Вебстерова дефиниција музике је типичан пример: „наука или уметност уређивања тонова или звукова узастопно, у комбинацији и у временским односима како би се произвела композиција која има јединство и континуитет” (Webster's Collegiate Dictionary, онлајн издање).

### Субјективно искуство
Овај приступ дефиницији се не фокусира на конструкцију, већ на искуство музике. Екстремну изјаву ове позиције артикулисао је италијански композитор Лучано Берио: „Музика је све што се слуша са намером да се слуша музика”. Овај приступ дозвољава да се граница између музике и буке мења током времена како се конвенције музичке интерпретације развијају унутар културе, да буде различита у различитим културама у било ком тренутку, и да варира од особе до особе у складу са њиховим искуством и склоностима. Такође је у складу са субјективном стварношћу да се чак и оно што би се уобичајено сматрало музиком доживљава као немузика ако је ум концентрисан на друге ствари и стога не перципира суштину звука као музику.

## Специфичне дефиниције

### Клифтон
У својој књизи из 1983. године, Музика као слушана, која полази од феноменолошке позиције Едмунда Хусерла, Мориса Мерло-Понтија и Пола Рикера, Томас Клифтон дефинише музику као „уређен распоред звукова и тишина чије је значење презентативно, а не денотативно… Ова дефиниција разликује музику, као циљ сам по себи, од композиционе технике и од звукова као чисто физичких објеката.” Прецизније, „музика је актуализација могућности било ког звука да представи неком људском бићу значење које он доживљава својим телом — то јест, својим умом, својим осећањима, својим чулима, својом вољом и својим метаболизмом”. Стога је то „одређени реципрочни однос успостављен између особе, њеног понашања и звучног објекта”.
Клифтон стога разликује музику од немузике на основу људског понашања, а не на природи композиционе технике или звукова као чисто физичких објеката. Сходно томе, разлика постаје питање шта се подразумева под музичким понашањем: „музички понашајућа особа је она чије је само биће апсорбовано у значај звукова који се доживљавају.” Међутим, „није сасвим тачно рећи да ова особа слуша ка звуковима. Прво, особа ради више од слушања: она перципира, тумачи, суди и осећа. Друго, предлог ‘ка’ ставља превише нагласка на звукове као такве. Дакле, музички понашајућа особа доживљава музички значај путем, или кроз, звукове”.
У овом оквиру, Клифтон налази да постоје две ствари које одвајају музику од немузике: (1) музичко значење је презентативно, и (2) музика и немузика се разликују у идеји личне укључености. „Управо је појам личне укључености тај који даје значај речи уређен у овој дефиницији музике”. Ово се, међутим, не сме схватити као посвећење екстремног релативизма, јер „управо је ‘субјективни’ аспект искуства тај који је многе писце раније у овом веку завео на пут чистог изношења мишљења. Касније је овај тренд преокренут обновљеним интересовањем за ‘објективну’, научну или на други начин не-интроспективну музичку анализу. Али имамо добар разлог да верујемо да музичко искуство није чисто приватна ствар, као виђење ружичастих слонова, и да извештавање о таквом искуству не мора бити субјективно у смислу да је то само ствар мишљења”.
Клифтонов задатак је, дакле, да опише музичко искуство и објекте овог искуства који се, заједно, називају „феномени”, а активност описивања феномена назива се „феноменологија”. Важно је нагласити да ова дефиниција музике не говори ништа о естетским стандардима.
Музика није чињеница или ствар у свету, већ значење које конституишу људска бића. … Да би се о таквом искуству говорило на смислен начин, потребно је неколико ствари. Прво, морамо бити спремни да дозволимо композицији да нам говори, да открије сопствени ред и значај. … Друго, морамо бити спремни да преиспитамо наше претпоставке о природи и улози музичких материјала. … На крају, и можда најважније, морамо бити спремни да признамо да је описивање смисленог искуства само по себи смислено.

### Натије
„Музика, често уметност/забава, је тотална друштвена чињеница чије се дефиниције разликују у зависности од ере и културе”, према Жану Молиноу. Често се супротставља буци. Према музикологу Жан-Жаку Натијеу: „Граница између музике и буке је увек културно дефинисана — што имплицира да, чак и унутар једног друштва, ова граница не пролази увек кроз исто место; укратко, ретко постоји консензус… По свему судећи, не постоји јединствен и интеркултурални универзални концепт који дефинише шта би музика могла бити”. С обзиром на горенаведену демонстрацију да „не постоји ограничење у броју или врсти варијабли које могу интервенисати у дефиницији музичког”, неопходна је организација дефиниција и елемената.
Натије (1990, 17) описује дефиниције према трипартитној семиолошкој шеми сличној следећој:
| Поетички процес        | Поетички процес | Поетички процес | Естезички процес | Естезички процес    |
| Композитор (продуцент) | →               | Звук (траг)     | ←                | Слушалац (прималац) |

Постоје три нивоа описа, поетички, неутрални и естезички:
- „Под ‘поетичким’ подразумевам описивање везе између намера композитора, његових креативних процедура, његових менталних шема и резултата ове збирке стратегија; то јест, компоненти које улазе у материјално отелотворење дела. Поетички опис се такође бави сасвим посебним обликом слушања (Варез га је назвао ‘унутрашње ухо’): оно што композитор чује док замишља звучне резултате дела, или док експериментише за клавиром, или са траком.”
- „Под ‘естезичким’ подразумевам не само вештачки пажљиво слушање музиколога, већ опис перцептивних понашања унутар дате популације слушалаца; то јест како овај или онај аспект звучне стварности бива захваћен њиховим перцептивним стратегијама”.[36]
- Неутрални ниво је ниво физичког „трага”, (Сосирова звучна слика, сонорност, партитура), креиран и интерпретиран на естезичком нивоу (који одговара перцептивној дефиницији; перцептивне и/или „друштвене” конструкционе дефиниције испод) и поетичком нивоу (који одговара креативној, као у композиционој, дефиницији; организационе и друштвене конструкционе дефиниције испод).

Табела која описује типове дефиниција музике:
|          | поетички ниво (избор композитора) | неутрални ниво (физичка дефиниција) | естезички ниво (перцептивни суд) |
| -------- | --------------------------------- | ----------------------------------- | -------------------------------- |
| музика   | музички звук                      | звук хармоничног спектра            | пријатан звук                    |
| немузика | бука (немузичка)                  | бука (сложен звук)                  | непријатна бука                  |

Због овог распона дефиниција, проучавање музике долази у широком спектру облика. Постоји проучавање звука и вибрација или акустика, когнитивно проучавање музике, проучавање теорије музике и извођачке праксе или теорије музике и етномузикологије и проучавање рецепције и историје музике, генерално названо музикологија.

### Ксенакис
Композитор Јанис Ксенакис у „Ка метамузици” (поглавље 7 Формализоване музике) дефинисао је музику на следећи начин:
1. То је врста понашања неопходна за онога ко је мисли и ствара.
2. То је индивидуална плерома, реализација.
3. То је фиксирање у звуку замишљених виртуелности (космолошких, филозофских, …, аргумената)
4. Нормативна је, то јест, несвесно је модел за бивствовање или деловање путем симпатичког нагона.
5. Каталитичка је: њено само присуство дозвољава унутрашње психичке или менталне трансформације на исти начин као кристална кугла хипнотизера.
6. То је бесплатна игра детета.
7. То је мистични (али атеистички) аскетизам. Сходно томе, изрази туге, радости, љубави и драматичних ситуација су само веома ограничени посебни случајеви.